# Bonita Springs
Bonita Springs es una ciudad ubicada en el condado de Lee en el estado estadounidense de Florida. En el Censo de 2010 tenía una población de 43.914 habitantes y una densidad poblacional de 365,64 personas por km².

## Geografía
Bonita Springs se encuentra ubicada en las coordenadas 26°21′27″N 81°47′13″O / 26.35750, -81.78694. Según la Oficina del Censo de los Estados Unidos, Bonita Springs tiene una superficie total de 120.1 km², de la cual 99.97 km² corresponden a tierra firme y (16.76%) 20.13 km² es agua.

## Demografía
Según el censo de 2010, había 43.914 personas residiendo en Bonita Springs. La densidad de población era de 365,64 hab./km². De los 43.914 habitantes, Bonita Springs estaba compuesto por el 88.8% blancos, el 0.8% eran afroamericanos, el 0.52% eran amerindios, el 1.02% eran asiáticos, el 0.14% eran isleños del Pacífico, el 7.32% eran de otras razas y el 1.4% pertenecían a dos o más razas. Del total de la población el 22.49% eran hispanos o latinos de cualquier raza.